# Clidemo
Clidemo o Clitodemo (in greco antico: Κλείδημος?, Kléidēmos; IV secolo a.C.) è stato uno storico ateniese.

## Biografia
Cli(to)demo (ambedue le forme, compresa quella diminutiva, attestate nelle fonti), fu uno storico e indovino. Dovrebbe aver operato intorno alla metà del IV secolo a.C., visto che in un frammento fa riferimento, come cosa recente, alle riforme sulle simmorie intraprese tra il 358 e il 354 a.C..

Dai frammenti che pertengono alle riforme di Solone ed al ruolo di Temistocle nella battaglia di Salamina si arguisce, inoltre, che dovesse simpatizzare per la fazione più radicale dei democratici ateniesi.

## Opere
È considerato l'inventore del genere attidografico.
Scrisse, infatti, una Protogonia, un'opera antiquaria e una Ἀτθίς (Atthìs), una cronaca locale dell'Attica, di almeno quattro libri, in cui erano raccolte informazioni di storia e tradizioni epicorie, specie topografiche ed erano presenti tentativi di razionalizzazione del mito. Altra opera, di carattere tecnico, che rinvierebbe ad una sua attività sacerdotale, era un Esegetico.
Dell'opera di Clidemo, tuttavia, sopravvivono solo pochi frammenti per tradizione indiretta: i suoi lavori furono, infatti, ampiamente utilizzati, specie da Plutarco, particolarmente per la stesura della sua Vita di Temistocle e la Vita di Teseo.